# Cloverdale (Stargate)
Pour l’article homonyme, voir Cloverdale.
Cloverdale est le cinquième épisode de la saison 2, et le 25e épisode de la série télévisée Stargate Universe.

## Résumé
La première scène montre le sergent Greer et le lieutenant Matthiew avancer dans un bus en direction de Clorverdale. Une fois descendu du bus, Scott traverse la route pour rejoindre son père qui est venu les chercher en voiture. Il se fait alors percuter par un automobiliste.
La scène suivante montre Scott grièvement atteint au bras par un organisme alien de couleur bleu. Il est en pleine confusion sur une planète inconnue. TJ et d'autres membres de l'équipe parmi lesquels Éli et Chloé se tiennent au dessus de lui pour tenter de l'aider. On comprend alors que l'arrivée à Clorverdale vue précédemment est en réalité une hallucination.
La suite de l'épisode constitue une série d'allers et retours entre le rêve de Scott et la réalité.

Dans le rêve : Le "père" de Scott s'avère être le colonel Young et l'automobiliste qui l'a renversé est le docteur Brody. On aperçoit aussi Éli qui est le frère de Chloé. Scott se porte bien et après quelques excuses, le docteur Brody reprend sa route. La situation nous apprend que Scott est sur le point de se marier et que Greer est son témoin.

Dans la réalité : La blessure au bras de Scott est causée par un parasite alien semblable à une plante. Alors que TJ et les autres le ramènent près de la porte des étoiles, Rush court vers elle pour contacter le Destiné et demander des médicaments et du matériel médical.

Dans le rêve : Scott voit enfin Chloé qui remarque qu'il est blessé au bras. Il s'évanouit alors.

Dans la réalité : Rush arrive à contacter le Destiné, il demande une liste de matériel médical et de quoi couper un bras si nécessaire.

Dans le rêve : De retour à lui Scott et Chloé partent au cinéma. Le film montre deux personnages qui ressemblent à s'y méprendre à Scott et Chloé. Le film représente l'attaque des deux protagonistes par une plante alien. C'est cette attaque que Chloé et Scott ont vraisemblablement subi peu de temps avant et qui explique son état. La vue de ce film effraye Scott qui quitte la salle.

Dans la réalité : TJ commence à essayer de soigner Matthew avec le matériel ramené par Rush.

Dans le rêve : Matthew et Chloé croisent Mr Walker qui est le pharmacien de la ville. Après leur discussion, Chloé et Scott se rendent  dans un bar tenu par Mr Brody. Tous les amis de Scott l'y attendent pour une fête surprise en l'honneur de son enterrement de vie de garçon.

Dans la réalité : Les créatures se rapprochent de plus en plus de l'équipe. Rush et TJ prennent la décision de couper le bras infecter de Scott.

Dans le rêve : Scott, Greer et Young sont ivres. Scott drague le lieutenant James qui travaille comme serveuse dans le bar. En sortant, ils rencontrent le colonel Telford, shérif de la ville. Celui-ci les ramènent chez eux puisqu'ils sont dans l'incapacité de conduire. Matthew commence à douter sérieusement de la réalité du rêve.

Dans la réalité : En commençant à entailler le bras, ils s'aperçoivent que le sang de Scott est devenu bleu. L'organisme alien a atteint le système sanguin. Couper le bras ne sert plus à rien. Greer s'absente chercher du matériel.

Dans le rêve : Chloé et Scott se disputent car il a trop bu la veille. Chloé doute des motivations de Scott au mariage.

Dans la réalité : Le docteur Lisa Park explique au colonel Young que l'organisme alien qui a infecté Scott se sert d'hôtes pour se reproduire. Il est hors de question de ramener Scott sur le vaisseau au risque de mettre en danger de mort l'ensemble de l'équipage. Le lieutenant Gréer revient du Destiné avec des renforts et de quoi monter des barricades contre les plantes aliens à leur poursuite.

Dans le rêve: Rush incarne le pasteur qui doit célébrer le mariage de Scott et Chloé. Scott lui indique qu'ils désirent des vœux classiques. Scott fait part de ses doutes à Rush à propos de la réalité dans laquelle il se trouve.

Dans le rêve : Le sergent Greer et les autres soldats tiennent à distance les créatures aliens derrière les barricades à l'aide de lance-flammes. Chloé découvre une goutte de sang bleu sur son t-shirt. TJ découpe le morceau du T-shirt infecté. Greer tente de le brûler sans succès. Ordre est donné au personnel non combattant de rentrer sur le destiné.

Dans le rêve: Éli met Scott face à ses doutes sur sa volonté de se marier avec Chloé. Scott s'évanouit de nouveau

Dans la réalité : Chloé se laisse volontairement infecter par une créature. Pour expliquer son geste, elle indique que c'était pour rester avec Scott sur la planète.

Dans le rêve : Matthew reprend ses esprits alors qu'une infirmière est penchée sur lui. L'infirmière est ici TJ.

Dans la réalité : Chloé indique s'être en réalité laissée contaminée pour tester son immunité. Elle est déjà presque guérie.

Dans le rêve: Matthew fait part de ses doutes quant au mariage à Young.

Dans la réalité : Chloé a acquis une résistance grâce à ce que les aliens bleus lui ont fait quelques épisodes plus tôt. Cette immunité pourrait être transférée à Scott grâce à une transfusion sanguine. En revanche, Scott pourrait aussi être affecté par les modifications que les aliens bleus ont fait subir à Chloé.

Dans le rêve : Rush commence la cérémonie de mariage.

Dans la réalité : TJ met en place une transfusion de Chloé vers Scott. Alors que Greer manque de gaz pour alimenter le lance flamme, Rush a l'idée d'activer la porte des étoiles à répétition pour repousser les créatures. Scott reprend ses esprits au moment où il devait accepter ses vœux de mariage dans le rêve.

De retour sur le Destiné, Young indique que Chloé et Scott seront placés en quarantaine jusqu'à nouvel ordre, les modifications apportées par les aliens bleus les concernant alors tous deux.

## Distribution
- Robert Carlyle : Dr. Nicholas Rush
- Justin Louis : Everett Young
- Brian J. Smith : Matthew Scott
- Elyse Levesque : Chloe Armstrong
- David Blue : Eli Wallace
- Alaina Huffman : Tamara Johansen
- Jamil Walker Smith : Ronald Greer
- Peter Kelamis	: Adam Brody
- Jennifer Spence : Lisa Park
- Julia Anderson : Vanessa James
- Patrick Gilmore : Dale Volker
- Mark Burgess : Jeremy Franklin
- Lou Diamond Phillips : David Telford

## Production

### Tournage
Plusieurs scènes de l'épisode ont été filmées dans la communauté de Cloverdale en Colombie Britannique.